# Ласло Бабай
Ласло Бабай (угор. Babai László; 20 липня 1950, Будапешт) — угорський та американський математик, професор математики та інформатики (computer science) в Чиказькому університеті. Його дослідження зосереджені у галузях: теорія складності обчислень, теорія алгоритмів, комбінаторика, та скінченні групи, з наголосом на взаємодію між цими галузями. Автор понад 180 академічних праць.
Бабай вивчав математику в Будапештському університеті імені Лоранда Етвеша з 1968 по 1973, отримав Ph.D. в Угорській академії наук у 1975, і отримав D.Sc. в Угорській академії наук у 1984.
Автор алгоритму Лас-Вегас (1979), версії методу Монте-Карло.

## Graph Isomorphism in Quasipolynomial Time
З 10 листопада по 1 грудня 2015 року на семінарі «Combinatorics and Theoretical Computer Science» в Чиказькому університеті зробив три доповіді «Graph Isomorphism in Quasipolynomial Time», у яких виклав алгоритм, який вирішує проблему ізоморфізму графів за квазіполіноміальний {\displaystyle e^{\log(n)^{O(1)}}} час.
10 грудня 2015 опубліковано відео першої доповіді.
11 грудня 2015 у arXiv.org оприлюднено однойменну статтю «Graph Isomorphism in Quasipolynomial Time».